# Bíňovce

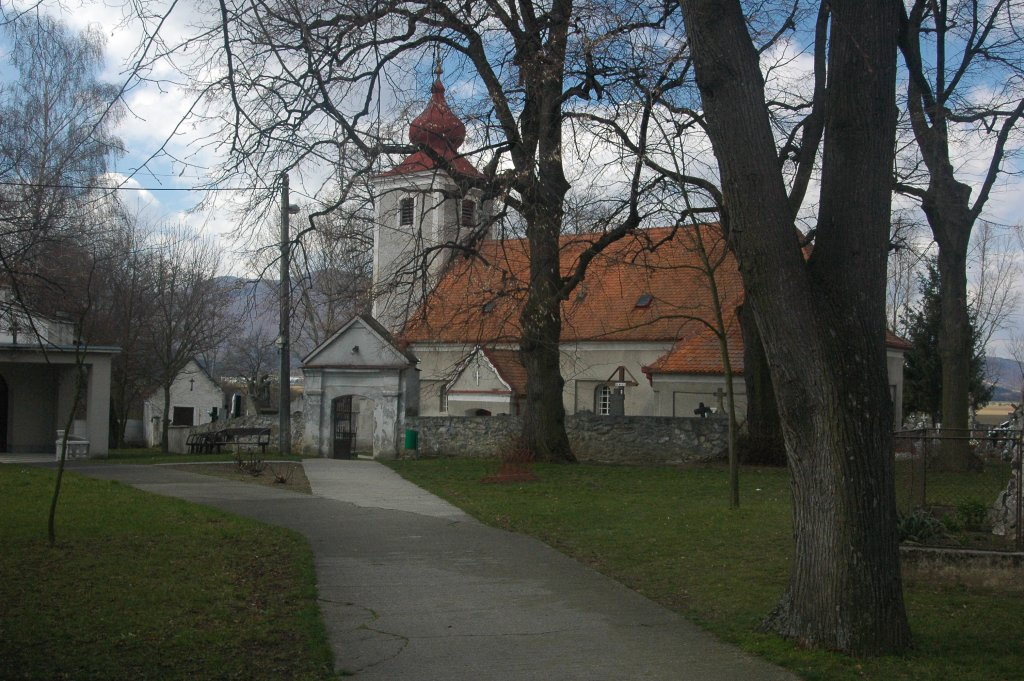
Bíňovce

Bíňovce (Hongaars: Binóc) is een Slowaakse gemeente in de regio Trnava, en maakt deel uit van het district Trnava.
Bíňovce telt 667 inwoners.